# Ivan Lendl
Ivan Lendl (født 7. marts 1960) er en tidligere tjekkisk tennisspiller, der i en periode regnedes for at være verdens bedste. Under alle omstændigheder var han en af sportens dominerende figurer i 1980'erne og de tidlige 1990'ere.
Lendl blev født ind i en tennisfamilie i Ostrava i den tjekkiske del af det daværende Tjekkoslovakiet. Lendl blev professionel i 1978, og flyttede til USA i 1986. Han blev amerikansk statsborger i 1992.
I sin aktive karriere var Lendl med i 19 Grand Slam-finaler og vandt de otte, og er med 87 turneringssejre den næstmest vindende nogensinde efter Jimmy Connors. Han opnåede første gang positionen som nummer et på verdensranglisten i februar 1983, og bevarede pladsen i størstedelen af de følgende otte år.